# 黄钟声
黄钟声（1954年—），中国作曲家、一级作曲。

## 经历
黄钟声出生在中国黑龙江省齐齐哈尔龙江县景星镇。他的双亲喜爱音乐，常在家中一拉一唱，黄钟声也收到潜移默化的熏陶。小学时，黄钟声音乐才能凸显，是校演出队的骨干成员，临近毕业时还被县剧团团长邀请他作团员去学习拉琴。1972年，部队去黄钟声的学校征兵，黄钟声因在音乐、美术方面均有造诣被军队领导相中。参军后，黄钟声涉猎广泛，在演出队又是演奏又是指挥，从基层连队干到黑龙江军区，还在沈阳军区的文艺汇演中获奖。这段时间，黄钟声开始尝试自己写歌。但不久后演出队解散，他的“作曲家梦想突然中断”，被部队留任作美术干事干了五年。
1983年，武警黑龙江部队组建，黄钟声在其文工队担任演出队队长。1987年－88年间，他与搭档张吉义携演出队赴北京汇报演出，将这段时间自编自演的音乐剧搬上舞台。领导对这一新颖表演颇为赞赏，将二人调入武警总部文工团，张吉义担任团长，黄钟声当创作员。黄钟声在文工团领导的支持下前往中央音乐学院进修，从基础开始学习乐理知识，终于在两年后考入中央音乐学院的干部大专班。
武警部队曾两次征集部队的形象歌曲“武警警歌”。黄钟声与作词家苏柳在1999年作的《武警之歌》被部队定为临时警歌。2006年，部队应时代变化再度征集警歌时，他与胡宏伟的《忠诚卫士之歌》在多方打分后入选。

## 创作风格
黄钟声创作的音乐形式除了军旅歌曲之外还有中国民族音乐、歌剧等。

## 荣誉与头衔
黄钟声的头衔有：
- 未央星空艺术团音乐总监
- 团中央“我的月亮”创新文化教育组委会副主任
- 中国音乐家协会会员

荣誉有：
- 专业技术4级
- 文职3级
- 二等功1次
- 三等功5次

## 注解
1. ↑  18岁参军，时年1972年。